# Marv Tarplin
Marv Tarplin (13. června 1941 Atlanta, Georgie – 30. září 2011 Las Vegas, Nevada) byl americký soulový kytarista a skladatel, nejvíce známý jako člen skupiny The Miracles v letech 1958–1973.